# Luis Carlos López
Luis Carlos López Escauriaza (Cartagena de Indias, 11 de junio de 1879-Cartagena de Indias, 30 de octubre de 1950) fue un poeta colombiano.

## Biografía
Luis Carlos Bernabé del Monte Carmelo López Escauriaza nació en Cartagena de Indias el 11 de junio de 1879, el mayor de once hermanos, en una familia de comerciantes, distinguida pero de escasos recursos económicos. Fueron sus padres María de la Concepción Escariza Iriarte y Bernardo López Bessada. Estudió en escuelas locales hasta el bachillerato (escuela secundaria), a los que añadió estudios de dibujo y pintura. Inició estudios de medicina en la Universidad de Cartagena, los cuales  tuvo que abandonar con motivo de la guerra de los Mil Días, cuando fue apresado por el ejército conservador. Posteriormente se dedicó al comercio, en el familiar Almacén López Hermanos, actividad que nunca le satisfizo. Se casó en 1909 con Áura Marina Cowan Tono, con la que tuvo tres hijos. Tuvo una activa carrera periodística, siendo fundador con sus hermanos José Guillermo y Domingo López Escauriaza, del periódico La Unión Comercial, de fugaz existencia. Colaboró en diversas revistas como las literarias Líneas y Rojo y Azul, así como en los periódicos La Juventud y La Patria. Abandonado el negocio familiar vivió momentos difíciles desde el punto de vista económico. Ejerció cargos diplomáticos como cónsul en Múnich desde 1928 y posteriormente, desde 1937, y durante siete años, en Baltimore. Siempre estuvo vinculado a los ambientes literarios de su ciudad natal, donde formó parte de varias tertulias. Muchos de sus contemporáneos le decían "El Tuerto" por su ojo con el que decía no poder ver, aunque en realidad era simplemente estrábico. Falleció en Cartagena de indias, el 30 de octubre de 1950. Como homenaje, en 1957 su ciudad le dedicó la escultura Los zapatos viejos esculpida por Tito Lombana, inspirada en su poema A mi ciudad nativa.

## Obra poética
- Monumento Los zapatos viejos, inspirado en el poema A mi ciudad nativaDe mi villorrio (Madrid, 1908)
- Posturas difíciles (Madrid, 1909)
- Por el atajo (1920)
- Versos (1946)

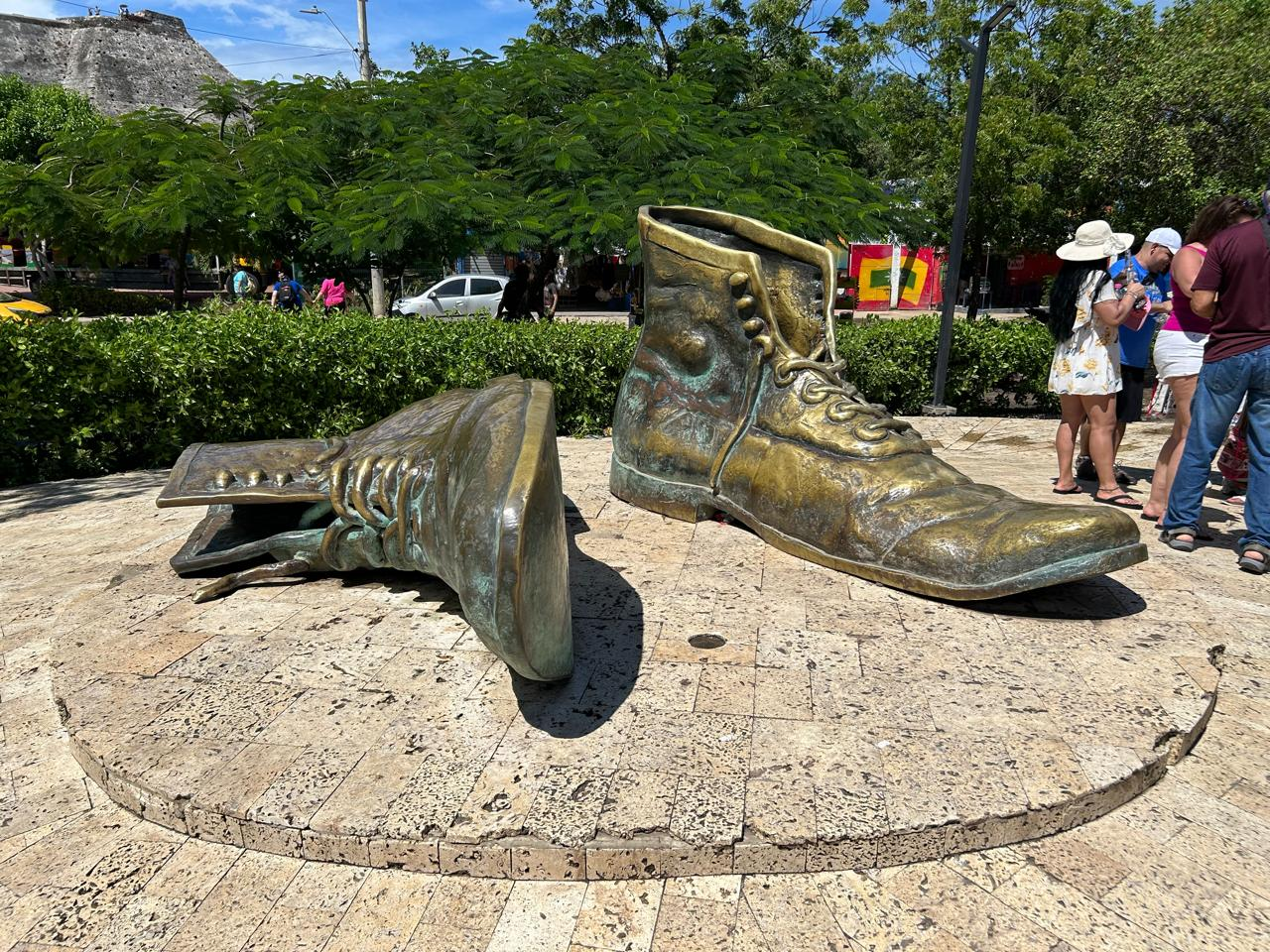
Monumento Los zapatos viejos, inspirado en el poema A mi ciudad nativa

- También parte del libro Varios a Varios (1910) en colaboración con Abraham López Penha y Manuel Cervera.

Algunos de sus poemas más importantes: 
- A mi ciudad nativa. Su estrofa final Que uno les tiene a sus zapatos viejos inspiró una escultura de bronce ubicada en los alrededores del castillo de San Felipe de Barajas en Cartagena de Indias.
- Toque de oración
- A un bodegón
- Hongos de Riba
- Se murió Casimiro
- Canción urgués
- Campesina no dejes
- Sepelio

## Vida personal
Perteneció a la generación centenarista del postmodernismo hispanoamericano al igual que Porfirio Barba Jacob, José Eustasio Rivera, Eduardo Castillo y Leopoldo de la Rosa, llamados así por publicar sus primeros escritos desde 1910, año en el cual se conmemoraron cien años de la independencia de Colombia. 
Su poesía suele clasificarse como parte de la reacción posmodernista, más concretamente en la línea de reacción hacia la ironía sentimental y también tropical. Se trata de un poeta manifiestamente antirromántico, que no idealiza nada de cuanto toca, ni la mujer ni el amor ni la patria.
Por el contrario, Luis Carlos López se burla de sí mismo y de los demás. En sus escritos hay un melancólico tono de desilusión ante la vida, de mirar ante todo la fragilidad pasional del hombre. Escribe poemas sobre su natal Cartagena de Indias y siente simpatía por sus personas y cosas humildes: el cura, el juez, el barbero, el bollo limpio, la batea, su abuela, la tía, etcétera. Escribe también sobre la flora de su ciudad: el matarratón, la guanábana, el mango, entre otros. En su mundo plástico sobresalen los colores plata, ceniza, amarillo y pardo. Pero todo se contempla a través de la ironía, como sus descripciones perfectamente pictóricas de pueblos o de su misma ciudad, vistos con un aire irónico de ilustración.
Utiliza formas métricas clásicas, sobre todo endecasílabos, formando frecuentemente sonetos.
Según opinión de Eugenio Montejo Luis Carlos López tuvo gran influencia en el estilo del poeta venezolano Aquiles Nazoa.